# Christiane Tricoit
Christiane Tricoit, née le 27 mars 1945 à Dolisie et morte le 9 avril 2017 à Noyal-Pontivy,, est une correctrice de presse écrite et éditrice française.

## Biographie
Née à Dolisie en République du Congo, elle vit dans la forêt du bassin du Congo jusqu'à l'âge de six ans.
Après des études de lettres et une formation aux métiers de l'édition et de la presse, elle commence sa carrière à New York en tant que lectrice-correctrice pour les Nations Unies.
Christiane Tricoit rejoint Le Monde en 1979 où elle est responsable du cassetin (lieu de travail des correcteurs). Au sein du journal, elle est connue pour son opiniâtreté, et exige que la version numérique LeMonde.fr ait le même soin de correction que la version papier. Elle collabore également à la création de dictionnaires de spécialité en ligne, et à l'élaboration d'un « Livre de style » destiné aux journalistes. Christiane Tricoit quitte le journal en 2002.
En 1996, elle crée sa propre revue Passage d'encres. Durant vingt ans, d'innombrables écrivains (comme Salah Stétié, Joël Bastard ou Jean-Pierre Faye) sont accueillis, mais aussi des peintres ou des graveurs. La revue se veut une  « estampe originale » où les lecteurs « pouvaient ainsi se constituer un musée imaginaire ».
Parallèlement, elle s'implique dans la vie associative de Romainville (Seine-Saint-Denis) avec son compagnon Frater Rodriguez, en organisant des rencontres-ateliers : «Christiane Tricoit qui participait à maints évènements culturels savait multiplier les partenariats. Ainsi, en 2003, la revue "Faire part" d’Alain Chanéac (Le Cheylard) et Passage d’encres ont réuni des écrivains, artistes et personnalités pour donner un aperçu de la création vivante en Ardèche tout en rendant hommage à cette terre de liberté et à ses trésors, parmi lesquels la grotte Chauvet. De ces rencontres est né le hors-série Un temps (création culturelle en Ardèche). Son engagement dépassait celui du livre vers des actions citoyennes.
Là où siégeait sa revue – à Romainville, en Ardèche puis à Guern –, tout en en développant le côté international, elle suscitait des initiatives culturelles et sociales locales. À Romainville, elle s’impliquait dans la vie associative, avec la mairie (Salon de l’image, 2005), la médiathèque Romain-Rolland, les écoles. Elle a invité les artistes du crû dont Simone Prouvé, tisserande, Nicolas le Jardinier (Raymond Mondet, 1928-2018), Lydia Belostyk, photographe … Patrick Devreux artiste, imprimeur et editeur de lithographie, professeur aux Beaux-arts de Paris de 1999 à 2015 et Jean-Claude Montel  vinrent un temps vivre là. En 2007, des élèves des collèges Courbet et Houël et ceux du Gymnasium Othmarschen, de Hambourg, participèrent à des ateliers d’expression de graphisme urbain avec Jeff Gravis, et à un voyage d’échange scolaire. Cela a donné les cahiers 23, « Un paysage européen », et 28, « Frontières, un paysage européen II ».
En 2010-2011, des Romainvillois ont suivi à la Grange les ateliers d’écriture de l’auteur en résidence, Guillermo Pisani et l’hôtesse. À l’issue des neuf séances (...) parut le cahier collectif Romainville avant le métro .» 
Mi-2012, elle s'installe à Guern dans le Morbihan, et crée le rendez-vous du « Livres en Guern ». Habitant le Moulin de Quilio traversé par la Sarre, elle accueille des habitants de la région, écrivains, vidéastes, performeurs lors des journées du patrimoine, et leur fait découvrir de grands tissages métalliques ou des expositions de peinture. Passage d'encres, désormais guernate et basée au Moulin de Quilio, édite deux revues et cinq collections.
Souffrant de l'asthme, elle meurt le 9 avril 2017 à Noyal-Pontivy, à l'âge de 72 ans.
Christiane Tricoit a été membre de l'European Association of Science Editors (European Association of Science Editors) et a collaboré avec le Centre de coopération internationale en recherche agronomique pour le développement (CIRAD).

## Vie privée
Elle est mariée à Frater Rodriguez, oncle de l'écrivain espagnol Jordi Bonells.

## Publications
- 1990 : GAME Guide de l'Anglais moderne écrit, éditions François-Robert ;Guide de l'anglais moderne écrit - GAME, François-Robert, 1990, 960 p. (ISBN 2-906989-03-7)